# Klaus Fuchs
Klaus Emil Julius Fuchs (n. 29 decembrie 1911, Rüsselsheim, Hessa, Germania – d. 28 ianuarie 1988, Berlinul de Est, RDG) a fost un fizician germano-britanic, specialist în fizica nucleului atomic, participant la Proiectul Manhattan și spion sovietic.

## Biografie
Ca cercetător în Laboratorul Național Los Alamos, Fuchs a participat la Proiectul Manhattan, în care a fost dezvoltată prima armă nucleară. În anul 1950 a recunoscut că furnizase sovieticilor informații secrete; a fost condamnat la paisprezece ani de închisoare și i-a fost retrasă cetățenia britanică. Eliberat după nouă ani, a emigrat în Republica Democrată Germană, unde a fost ales membru în Comitetul Central al Partidul Socialist Unit din Germania și în Academia de Științe a RDG⁠(de)[traduceți]. Din 1959, Klaus Fuchs a fost căsătorit cu Margarete Keilson (1905 - 1999), comunistă germană.